# Szférikus aberráció

A szférikus aberráció. A tökéletes lencse (fent) minden végtelenből érkező sugarat az optikai tengely egyetlen pontjába, a fókuszpontba irányít. Ezzel szemben egy gömbfelületekből álló valódi lencse (lent) szférikus aberrációt szenved. Az optikai tengelytől távolabb érkező fénysugarakat egyre közelebb fókuszálja, így nem hoz létre tökéletes fókuszpontot.

A szférikus aberráció vagy gömbi eltérés az optikai lencsék egyik tipikus leképezési hibája. Ez a hiba abból fakad, hogy az egyszerűbb gyártástechnológia miatt gömbfelületűre gyártott lencsék felülete eltér az ideális felülettől. (Az ideális felület a Snellius–Descartes-törvényből származtatható, bonyolultabban legyártható, negyedrendű felület.) Tehát ennek az optikai hibának alapvetően gyártástechnológiai és költségoptimalizálási oka van. Ez a hiba azon a fénysugaraknál jelentkezik, amelyek a lencse optikai tengelyétől távolabb, a lencse szélén haladnak keresztül. Mivel a széleknél más (az ideálistól eltérő) szögben törnek meg, mint a lencse közepe felé, ezért a különböző fénysugarak nem találkoznak egy pontban: pontszerű leképezés helyett úgynevezett szóródási kört hoznak létre. A szférikus aberráció akkor "pozitív", ha a perifériás sugarak túl nagy szögben; illetve akkor negatív ha túl kis szögben törtek meg.

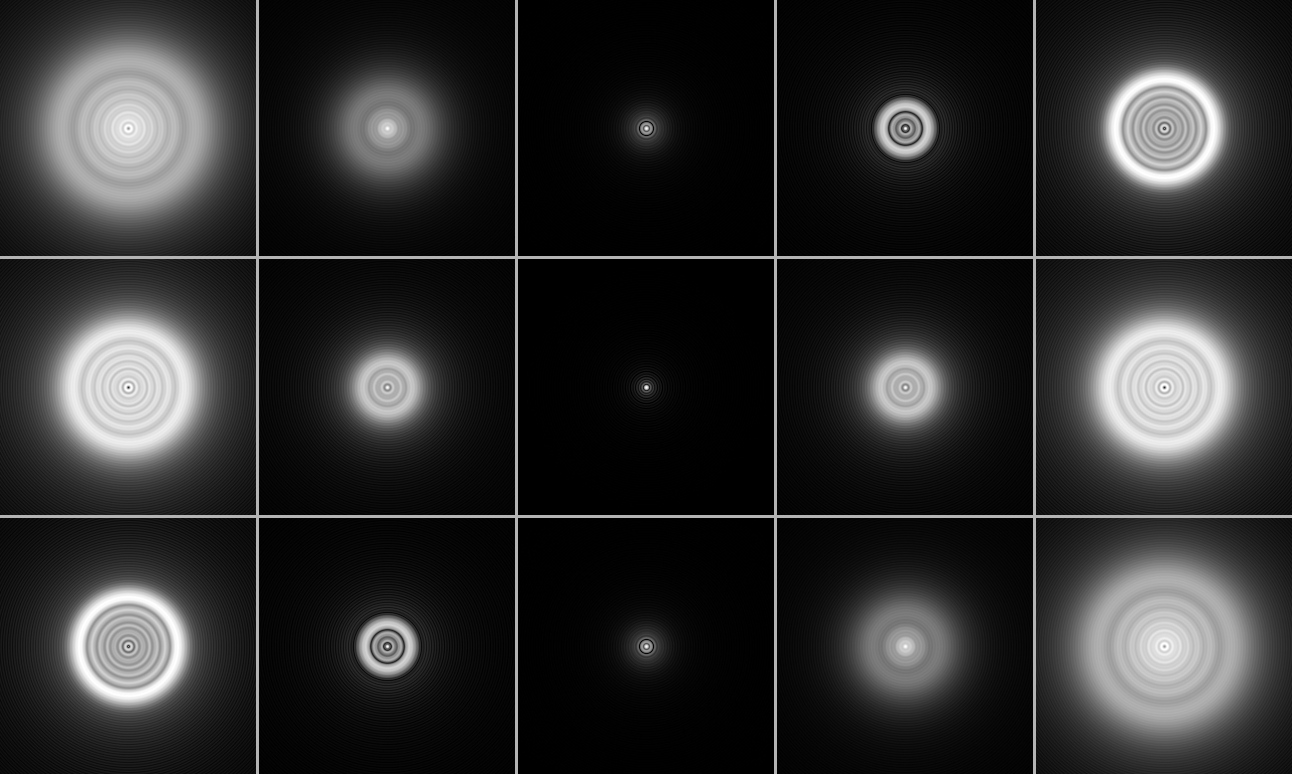
A pontforrás leképzése negatív (fent), zérus (középen) és pozitív (alul) szférikus aberrációjú rendszerben. A bal oldali képek befelé, a jobb oldaliak kifelé defókuszáltak.

A szférikus aberrációtól mentes felület a Snellius–Descartes-törvényből származtatható; ez egy negyedrendű felület. A gyakorlatban azonban ennek az alaknak a megfelelő pontosságú legyártása nehézkes és emiatt költséges is. Éppen ezért a műszaki optikai gyakorlatban a (másodrendű) gömbfelület alkalmazása terjedt el, amely sokkal könnyebben elkészíthető. A szférikus aberráció oka tehát az, hogy az optikai eszközök (lencsék, tükrök) gömbfelületekből állnak össze.
A jelenség az átmérő negyedik hatványával arányos; illetve a gyújtótávolság harmadik hatványával fordítottan arányos; azaz rövid rekeszértékű lencséknél fokozottabban jelenik meg.
A távcsövek esetében a szférikus aberráció az egyik leggyakrabban jelentkező optikai hiba. Kisebb távcsövek esetén, melyekben f/10 rekeszértéknél kisebb gömbtükör van, egy távoli pontforrásból (például egy csillagból) származó fény nem egy pontba fókuszálódik. A tükör belső részére eső fény a tükörtől távolabb fókuszálódik, mint a külső részre eső fény. Ennek eredményeképpen a képet nem lehet olyan élesre állítani, mintha az aberráció nem lenne jelen. A szférikus aberráció kompenzálása ilyen távcsövekben úgy történik, hogy nem-gömb tükröket, vagy korrekciós lencséket alkalmaznak.
Lencserendszerek esetében domború és homorú lencsék egymás mögé illesztésével, illetve aszférikus lencsék alkalmazásával minimalizálható a szférikus aberráció hatása.
Egyszerűbb lencsék tervezésekor néha egyszerűbb lehet olyan lencse paramétereket választani, amelyek minimálisra csökkentik a szférikus aberráció hatását. Például egy gömbfelületekből álló lencse tervezésekor, ahol adott a tárgytávolság (t), a képtávolság (k), és a törésmutató (n); a szférikus aberráció minimalizálható a lencse kétoldali görbületi sugarainak (r1 és r2) alábbi egyenlet szerinti megfelelő megválasztásával.
{\displaystyle {\frac {R_{1}+R_{2}}{R_{1}-R_{2}}}={\frac {2\left(n^{2}-1\right)}{n+2}}\left({\frac {k+t}{k-t}}\right)}

## Fordítás
Ez a szócikk részben vagy egészben  a   Spherical aberration című angol Wikipédia-szócikk fordításán alapul.  Az eredeti cikk szerkesztőit annak laptörténete sorolja fel. Ez a jelzés csupán a megfogalmazás eredetét és a szerzői jogokat jelzi, nem szolgál a cikkben szereplő információk forrásmegjelöléseként.

## Külső hivatkozások
- Csillagászati műszertechnika – Aberrációk és reprezentálásuk